# Výzkumné senzorické centrum
Výzkumné senzorické centrum vzniklo v roce 2014 ve Výzkumném ústavu pivovarském a sladařském. Laboratoř je možné si pronajmout k testování vlastních výrobků, případně pro nejrůznější spotřebitelské testy.

## Struktura centra
Výzkumné senzorické centrum v Praze vzniklo jako projekt č. CZ.2.16/3.1.00/28030 Operačního programu Praha - Konkurenceschopnost  (OPPK).